# Fenella Fielding
Fenella Marion Fielding (ur. 17 listopada 1927, zm. 11 września 2018) – brytyjska aktorka.
Urodziła się w 1927 roku, jako Fenella M. Feldman w Londynie. Była córką Tilly (z domu Katz) i Filipa Feldmana. Dorastała w Lower Clapton i później Edgware, gdzie uczęszczała do North London Collegiate School. Jej ojciec był właścicielem kina w Silvertown, we wschodnim Londynie. Fenella Fielding nigdy nie wyszła za mąż, choć była przejściowo związana z aktorem Marty Feldmanem.
Jako aktorka zadebiutowała w 1954 roku na deskach teatrów. Grała w wielu filmach i serialach. Szczyt jest popularności przypadał na lata 50. i 60. XX wieku.